# Jack McBrayer
Jack McBrayer (Macon, 27 de maio de 1973) é um ator e comediante americano. Em 2006, ganhou reconhecimento nacional por seu papel no filme Talladega Nights: The Ballad of Ricky Bobby. Entretanto, teve mais reconhecimento ao interpretar o papel de Kenneth Parcell na série de televisão 30 Rock, recebendo uma indicação ao Emmy em 2009.

## Vida e carreira
O artista nasceu em Macon (Geórgia), cresceu em Conyers (Geórgia) e estudou teatro na Universidade de Evansville.
Jack trabalhou no Second City e no iO entre os anos de 1995 a 2002. Tal experiência lhe permitiu conhecer a criadora de 30 Rock, Tina Fey, preparando-o para seu papel na série.
McBrayer apresentou-se várias vezes no Late Night with Conan O'Brien, onde geralmente atuou satirizando sua própria educação do Sul em um estereótipo hillbilly. Em 10 de agosto de 2007 e 20 de setembro de 2008, fez aparições representando seu personagem Kenneth Parcell, de 30 Rock. Durante a primeira aparição, O'Brien observou: "Eu pensei que você estava acima disso agora." 
O comediante também reprisou seu papel de Kenneth Parcell duas vezes (24 de novembro de 2009 e 13 de janeiro de 2010), depois de alternar com O'Brien no Tonight Show. 
Além disso, apareceu na Legally Prohibited From Being Funny on Television Tour de Conan em Eugene, Oregon, Universal City, Califórnia (na Universal Studios, onde muitos shows de O'Brien foram gravados), e a parada da turnê final foi em sua terra natal, Atlanta, Georgia.
McBrayer também realizou um papel secundário como garçom no Country Club da família Bluth em Arrested Development.
Em 2008, Jack McBrayer foi destaque durante todo o vídeo de "Touch My Body", de Mariah Carey. Durante as filmagens para o vídeo, é relatado que Jack acidentalmente atingiu Mariah no rosto com um frisbee. O objeto foi retirado da parte aérea após o segurança da diva dizer a ele para tomar mais cuidado.
McBrayer também aparece no primeiro episódio da quinta temporada de Tim and Eric Awesome Show, Great Job!, como um porta-voz em um anúncio da paródia ficcional "Diarrhea-phragm". Ele foi dublador na série de animação americana Ugly Americans e em um papel recorrente na segunda temporada de Phineas e Ferb.
O ator fez uma participação no filme Cats & Dogs: The Revenge of Kitty Galore, de 2010. Outra aparição foi na  terceira temporada de Phineas e Ferb, desempenhando o papel de Irving, um fã de Phineas e Ferb. McBrayer também possui no currículo a sátira "Knock Knock Joke of the Day" no programa infantil de televisão de sucesso Yo Gabba Gabba! desde a 2ª temporada e estrela o novo programa de TV de Craig McCracken, Wander Over Yonder, no Disney Channel. Em 2011, ele também apareceu em Os Simpsons, no episódio da 22ª temporada, "The Great Simpsina" como Ewell Freestone, 'Peach Guy'. No outono de 2012, Jack emprestou sua voz ao filme de animação da Disney Detona Ralph, interpretando o amigo próximo do personagem-título e adversário do videogame Conserta Felix Jr. Mais recentemente, ele estrelou ao lado de Blake Griffin, jogador do Los Angeles Clippers em comerciais da Kia, e em 2013 apareceu em um comercial para a Barnes & Noble. A série do bloco Adult Swim de McBrayer, The Jack and Triumph Show, estreou em fevereiro de 2015. Em setembro de 2016, no episódio de estreia da 10ª temporada de The Big Bang Theory, McBrayer interpretou o irmão mais velho de Penny Randall.
Outro trabalho de Jack em 2016 foi sua atuação em um filme, baseado na série infantil chamada Odd Squad, que obteve um enorme sucesso no Canadá. Seu personagem era "Weird Tom".
Em 2018, McBrayer foi um dos atores que narraram o audiobook Um Dia na Vida de Marlon Bundo. Em dezembro de 2018, foi anunciado que McBrayer faria sua estreia nos palcos do West End na transferência do musical da Broadway Waitress, no papel de Ogie, até 15 de junho de 2019. A produção estreou no Adelphi Theatre, Londres, em 08 de fevereiro de 2019. Em junho de 2019, ele apareceu no The Sara Cox Show, da ITV. 
Em 2020, McBrayer teve um papel recorrente na série de mistério e comédia Mapleworth Murders, para a Quibi. 
1. ↑  Itzkoff, Dave (6 de abril de 2008). «Not-So-Alter Ego of Kenneth the Page, Still Soaking It In». The New York Times (em inglês). ISSN 0362-4331. Consultado em 18 de agosto de 2021
2. ↑  «Tim & Eric Awesome Show, Great Job! - Season 5 premiere». The A.V. Club (em inglês). Consultado em 18 de agosto de 2021
3. ↑  «Jack Black to guest star on Yo Gabba Gabba - Monsters and Critics». web.archive.org. 11 de agosto de 2010. Consultado em 18 de agosto de 2021